# Pluvier bronzé
Pluvialis dominica
Vous lisez un « bon article » labellisé en 2025.  Il fait partie d'un « bon thème » labellisé en 2025.
Espèce
Statut de conservation UICN

 LC  : Préoccupation mineure
Le Pluvier bronzé (Pluvialis dominica), est une espèce d'Oiseaux limicoles appartenant à la famille des Charadriidae et au genre Pluvialis. Il niche en Alaska et au Canada et migre dans la pampa d'Amérique du Sud pour passer l'hiver.
Le Pluvier bronzé a longtemps été confondu avec le Pluvier fauve (Pluvialis fulva) : les deux espèces se reproduisent dans la même zone en Alaska et se ressemblent beaucoup physiquement, au point qu'elles peuvent être très difficiles à distinguer.
C'est un limicole de taille moyenne dont le plumage change selon la saison. Durant la période de reproduction, le dessous de son plumage est noir profond, avec une bande blanche partant du front jusqu'à la poitrine et le dessus moucheté de doré, de noir et de gris, lui permettant de se fondre dans la végétation de la toundra. Le plumage hivernal est beaucoup moins contrasté, principalement gris, assez pâle sur le dessous et moucheté de noir sur le dessus.
Il est l'un des oiseaux à la migration la plus longue, pouvant parcourir jusqu'à 40 000 km par an, et suit un trajet elliptique : il passe au-dessus de l'océan Atlantique vers le sud et survole les terres vers le nord. Il hiverne entre le sud du Brésil, l'Uruguay et l'Argentine, dans des habitats variés — côtes, bancs de sable, zones humides dans les terres, zones agricoles — mais principalement dans des grandes prairies pâturées.
Peu farouche en période hivernale, il devient très territorial en période de reproduction, défendant son nid ou fuyant pour éloigner les prédateurs. Les couples sont monogames et les deux parents prennent une part égale à la couvaison. Couvés à même le sol, dans un nid légèrement creusé, les œufs éclosent au bout de 26 à 27 jours, puis les petits prennent leur envol entre 22 et 33 jours.
L'espèce a été victime d'une chasse intensive au XIXe siècle, jusqu'à l'adoption de la convention concernant les oiseaux migrateurs en 1918. Sa population décline légèrement selon l'Union internationale pour la conservation de la nature (UICN), qui classe le Pluvier bronzé en préoccupation mineure. Menacé par l'expansion agricole qui le prive de ses haltes migratoires et d'une partie de son habitat hivernal, ainsi que par des menaces naturelles comme la surabondance des Oies des neiges (Anser caerulescens) et des Renards polaires (Vulpes lagopus) dans sa zone de reproduction, il fait l'objet de plusieurs programmes de surveillance.

## Taxonomie

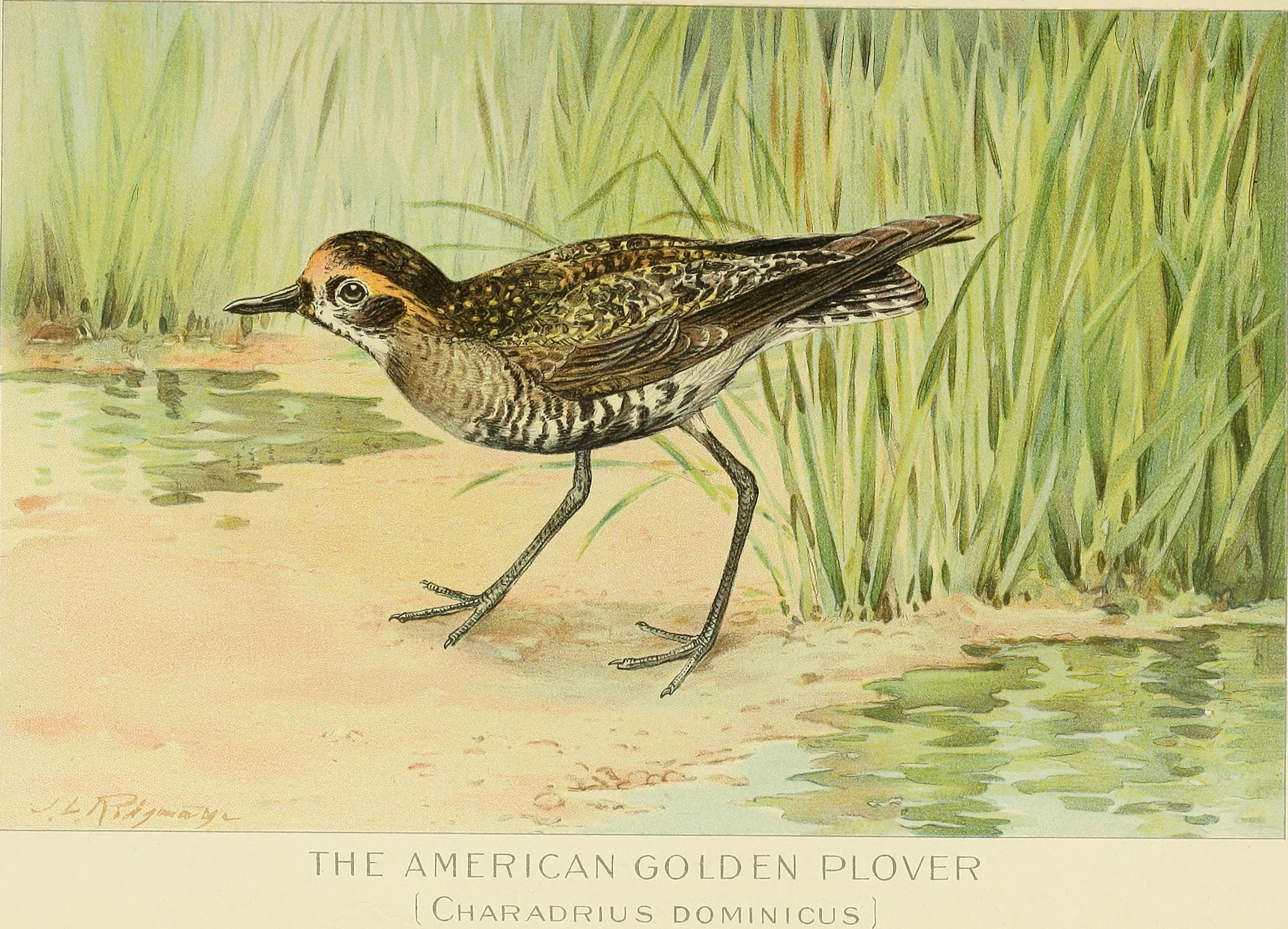
Illustration d'un Pluvier bronzé publiée en 1895.

Le Pluvier bronzé fait partie du genre Pluvialis, qui compte trois autres espèces : le Pluvier argenté (Pluvialis squatarola), le Pluvier doré (Pluvialis apricaria) et le Pluvier fauve (Pluvialis fulva), tous étant des limicoles de taille moyenne et des grands migrateurs. Il n'a pas de sous-espèce. Son nom binominal est composé de Pluvialis, lié à la pluie, et dominica qui fait référence à l'île d'Hispaniola dans les Caraïbes, aussi appelée Saint-Domingue.
Il est décrit en 1776 par le zoologiste allemand Philipp Ludwig Statius Müller qui le nomme Charadrius dominicus. Il a pour autres anciens synonymes Charadrius dominicanus, Charadrius virginianus ou Pluvialis dominica dominica — lorsqu'il était considéré de la même espèce que le Pluvier fauve, alors nommé Pluvialis dominica fulva.
Il est appelé American Golden Plover en anglais et Chorlito dorado americano, Chorlito dorado chico, Chorlo dorado ou Chorlo pampa en espagnol. En français, il est aussi appelé Pluvier doré américain,,.

### Distinction avec le Pluvier fauve
Il a longtemps été considéré comme faisant partie d'une seule et même espèce avec le Pluvier fauve (Pluvialis fulva), car ils ont un plumage très similaire et se reproduisent dans la même zone. Néanmoins, dans un article paru en 1983, Peter G. Connors a distingué ces deux espèces en montrant qu'elles ne s'hybrident pas. Le Pluvier fauve et le Pluvier bronzé sont aujourd'hui considérés comme deux espèces distinctes,. On estime aujourd'hui que la divergence entre les deux espèces a eu lieu il y a environ 1,8 million d'années, causée par les épisodes de glaciation du Pléistocène.

## Description

### Dimensions et plumage
Le Pluvier bronzé est un limicole de taille moyenne, mesurant entre 24 et 28 cm. Il pèse entre 122 et 194 g, avec une moyenne estimée à 144,6 ou 151 g,. L'aile mesure entre 169 et 193 mm, le bec 20 à 27 mm, le tarse 39 à 44 mm et la queue 56 à 78 mm,. Le bec est noir, les yeux brun sombre et les pattes gris ou noir.
Son plumage est très différent selon la période de l'année. Le plumage nuptial, durant la période de reproduction, est noir profond sur le dessous, du front jusqu'à la queue. Le dessus de la tête, le dos, les ailes et le dessus de la queue sont mouchetés de doré, de noir et de gris. Une ligne blanche part du front jusqu'aux côtés du cou, formant une tache blanche de chaque côté de la poitrine.
Vers fin octobre ou novembre a lieu une mue qui laisse apparaître le plumage internuptial (hivernal). Celui-ci est beaucoup moins contrasté : le dessous est pâle, gris sur la poitrine et blanc sur le ventre. Le dessus est gris-brun avec les plumes bordées de jaune pâle ou de blanc. Le sourcil blanc est accentué par une tache sombre à l'avant et à l'arrière de l’œil.
Il n'y a pas de dimorphisme sexuel, mais le mâle est légèrement plus contrasté que la femelle en plumage nuptial. Celle-ci a du blanc mêlé au noir sur la poitrine ou le ventre,.
Le plumage des juvéniles est similaire au plumage internuptial, mais avec le dessous plus terne et moucheté de gris et de blanc. Le dessus est nettement tacheté de blanc ou de jaune pâle, le sourcil est plus long et plus blanc,.

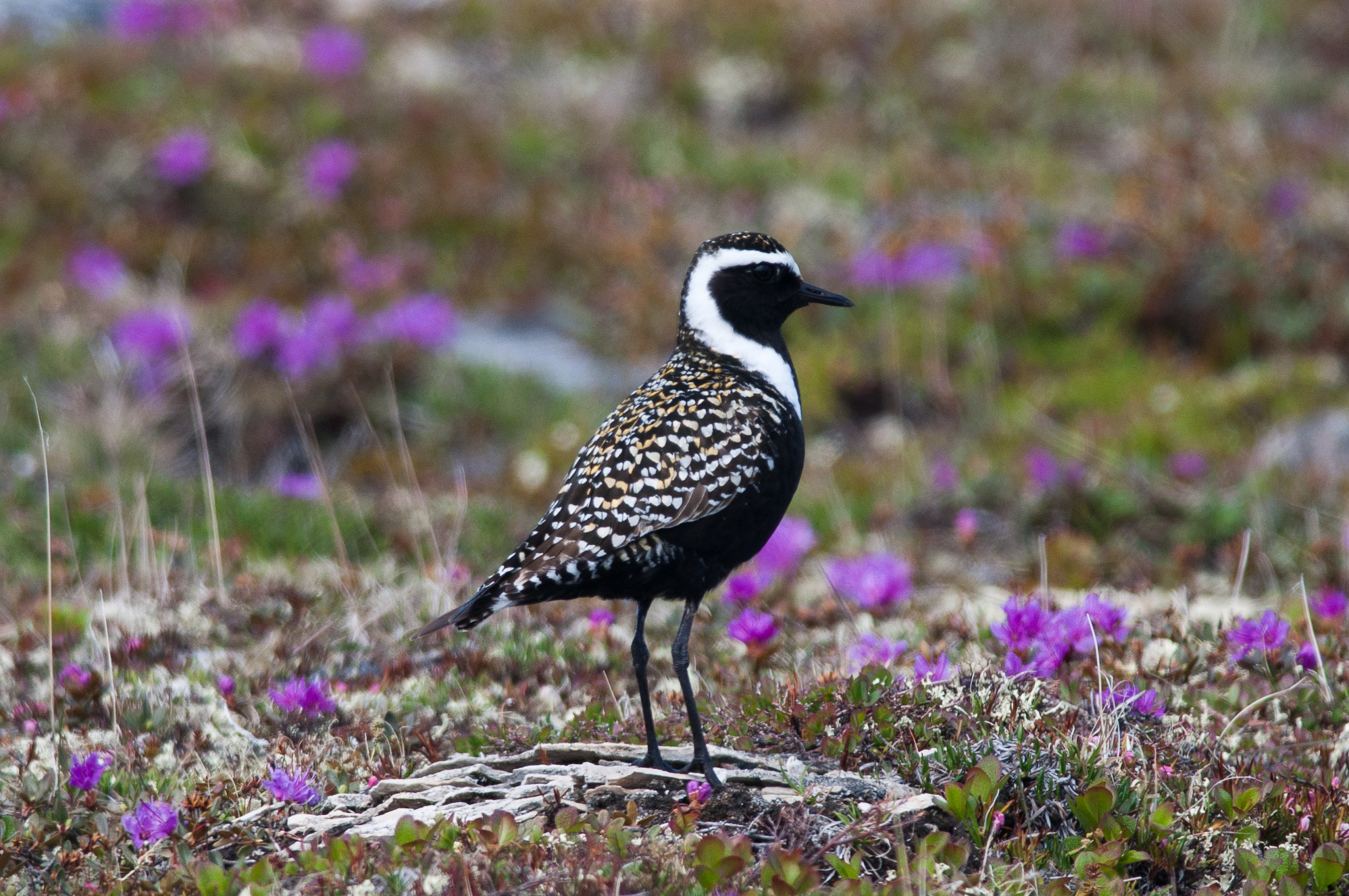
En plumage nuptial, le dos est moucheté de doré, de gris et de blanc, le dessous est noir profond, avec une ligne blanche séparant les deux du front à la poitrine.
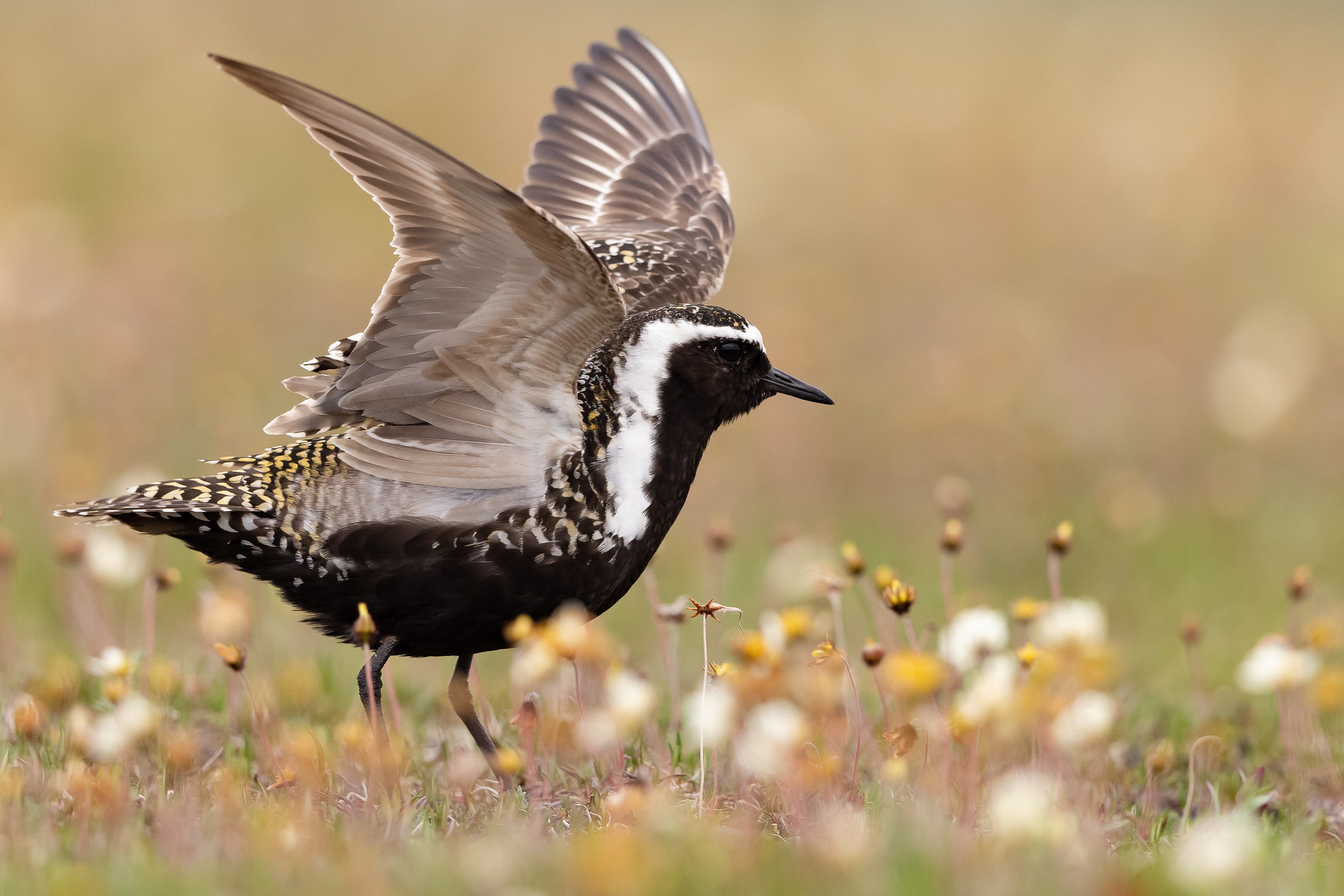
Détail du dessous des ailes.
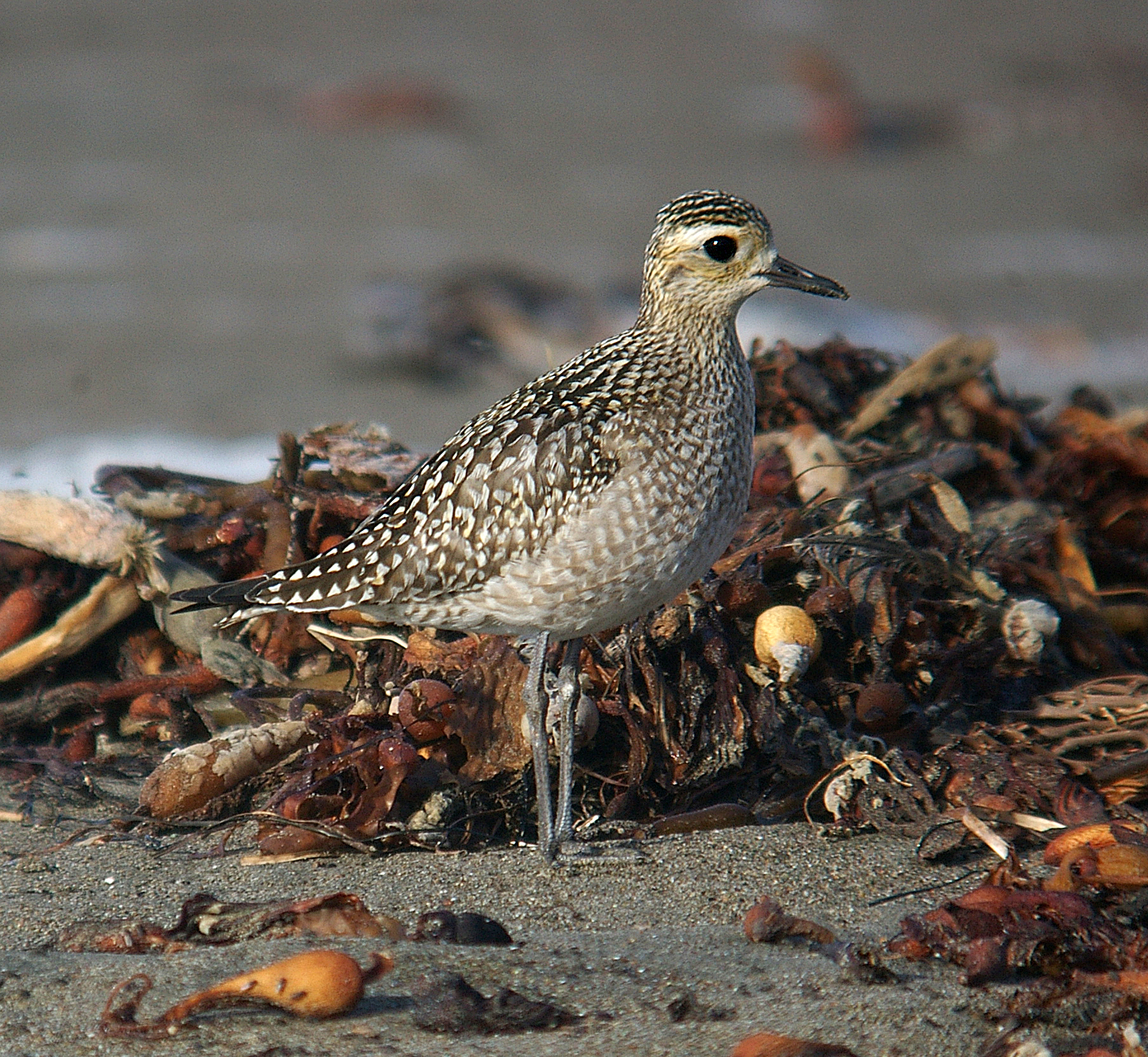
Le plumage internuptial (hivernal) est gris moucheté de blanc, avec un sourcil blanc bien visible.
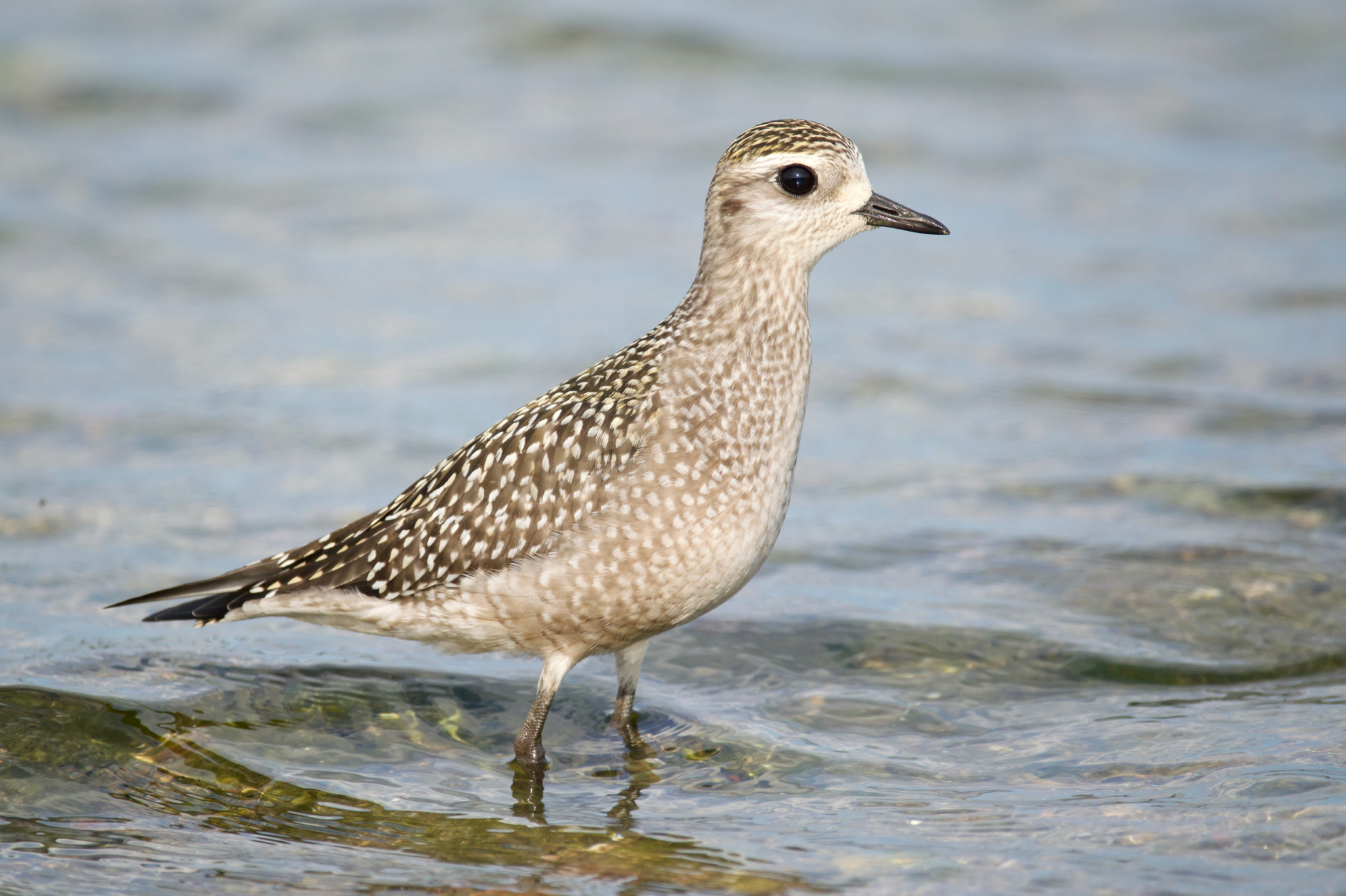
Les juvéniles ont du brun clair sur les flancs et la poitrine et un sourcil blanc plus prononcé.

### Voix
Les Pluviers bronzés communiquent entre eux avec plusieurs types de chants, principalement des trilles et des cris d'alarme, composés de sifflements et de cliquetis. Le répertoire des trilles est plus réduit que chez les autres espèces du genre Pluvialis, avec six séquences différentes, mais les cris d'alarme sont plus diversifiés. Les femelles semblent émettre plus de cris d'alarme que les mâles durant la période de couvaison, puis mâles et femelles émettent autant de cris après l'éclosion.

### Espèces ressemblantes
Le Pluvier bronzé peut être confondu avec les autres espèces du genre Pluvialis, particulièrement le Pluvier fauve (Pluvialis fulva) avec qui il partage une partie de son aire de reproduction. Leurs mensurations sont le meilleur moyen de les différencier : le Pluvier bronzé a les ailes légèrement plus grandes, de 12 mm en moyenne, ainsi que le bec et le tarse plus courts. Certains individus en plumage internuptial ou en cours de mue peuvent être impossibles à distinguer entre les deux espèces,.
Comparé aux autres Pluviers, le Pluvier bronzé en plumage nuptial a le dessous plus noir. En plumage internuptial, il est plus gris que le Pluvier fauve et le Pluvier doré (Pluvialis apricaria).

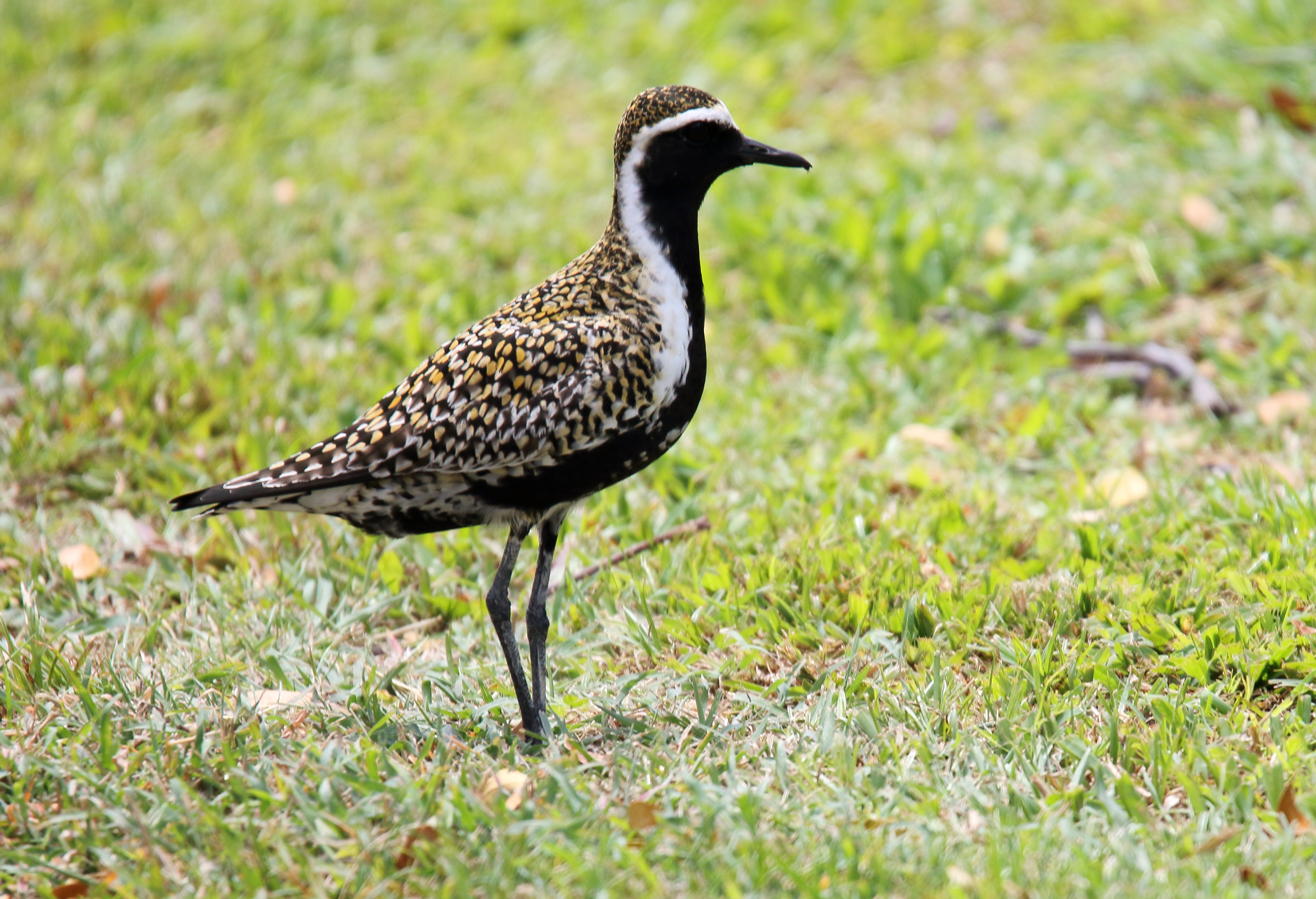
Un Pluvier fauve en plumage nuptial. Les deux espèces se reproduisent dans la même région et peuvent être très difficiles à distinguer.
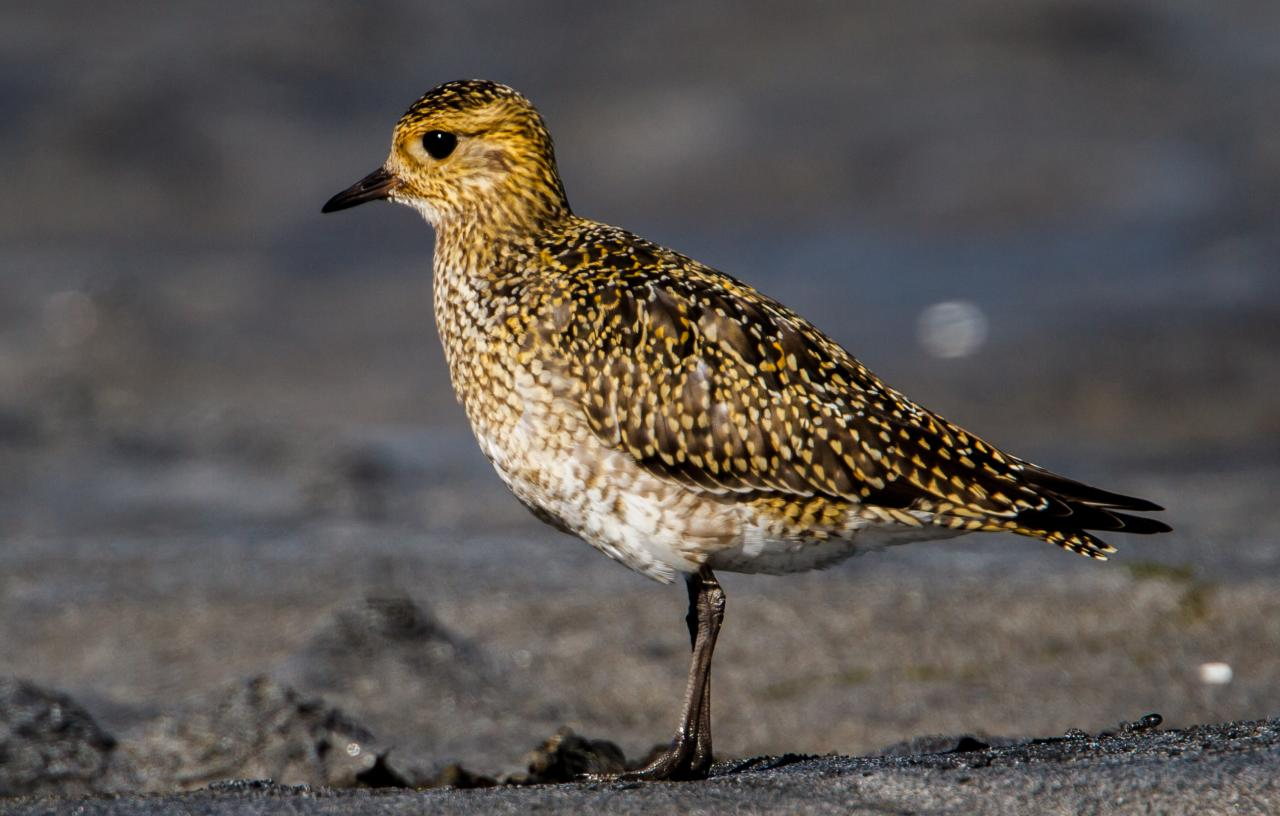
Un Pluvier doré en plumage internuptial. Le Pluvier bronzé est plus gris.
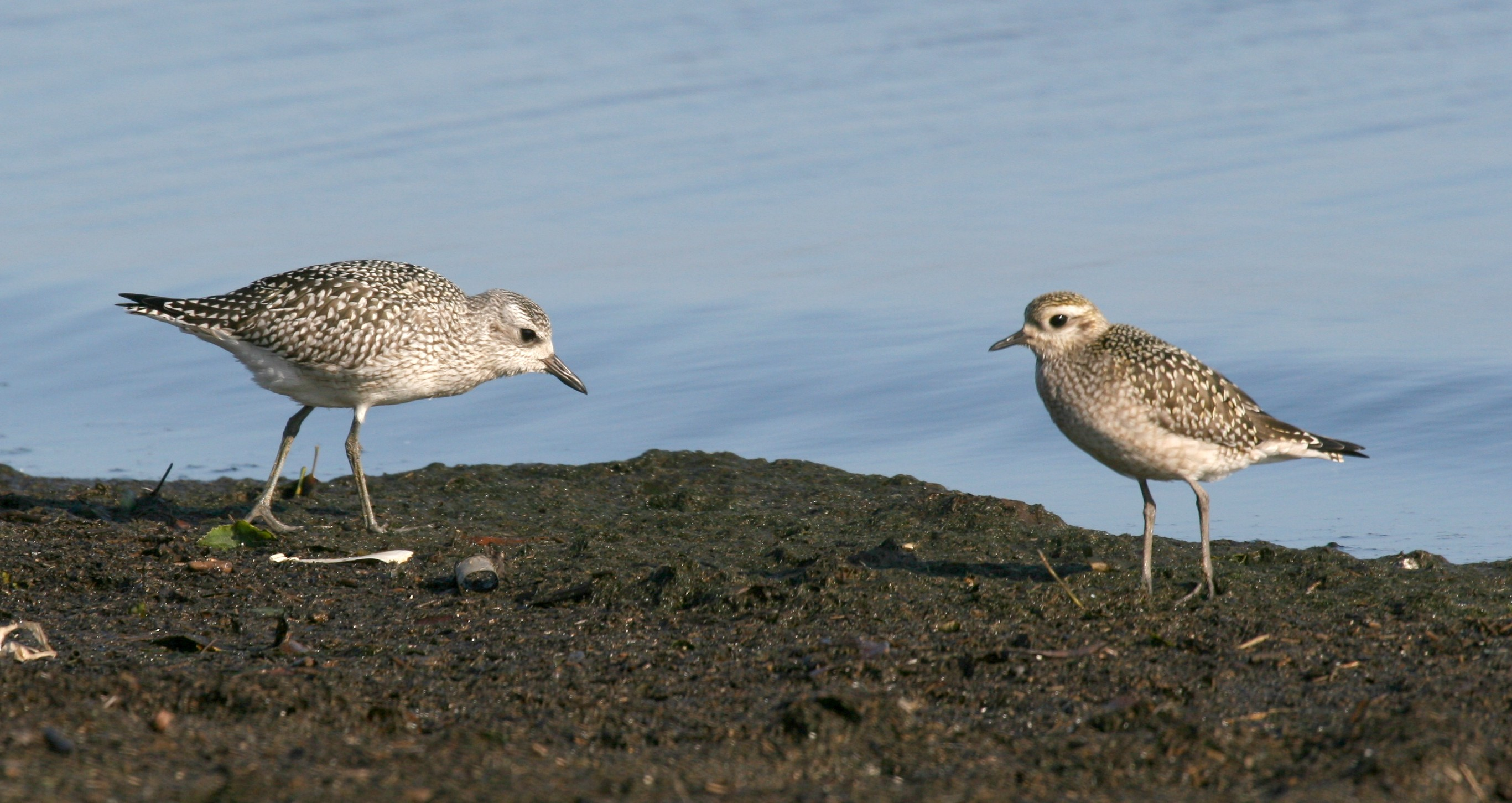
Deux juvéniles : un Pluvier argenté (Pluvialis squatarola) à gauche et un Pluvier bronzé à droite.

## Distribution et habitat

Carte de répartition
Aire de nidification
Voie migratoire
Aire d'hivernage

### Migration
Le Pluvier bronzé est l'un des oiseaux à la migration la plus longue : il peut parcourir jusqu'à 40 000 km aller-retour pour relier l'Arctique nord-américain à l'Amérique du sud, sa principale région d'hivernage se situant entre le sud du Brésil, l'Uruguay et l'Argentine. Son parcours est elliptique : lors de sa migration vers le sud il passe au-dessus de l'océan Atlantique, et lors de sa migration vers le nord il survole l'Amérique du Nord par les terres,,. Il effectue généralement sa migration sans pause, mais peut faire des haltes en cas de vent défavorable, s'arrêtant alors dans des habitats variés : prairies naturelles et agricoles, champs, terrains de golf, aéroports, côtes et berges de cours d'eau, estuaires, bancs de sable et plages,.
Il est certainement présent en très petit nombre en Irlande et en Grande-Bretagne,. On recense d'autres observations en dehors de son aire de répartition habituelle, mais elles sont sujettes à caution à cause de sa ressemblance avec le Pluvier fauve — il pourrait s'agir d'une mauvaise identification. Des observations ont été rapportées sur la côte ouest-africaine, à Okinawa, en Nouvelle-Guinée, en Nouvelle-Zélande et en Australie,.

### Aires de nidification

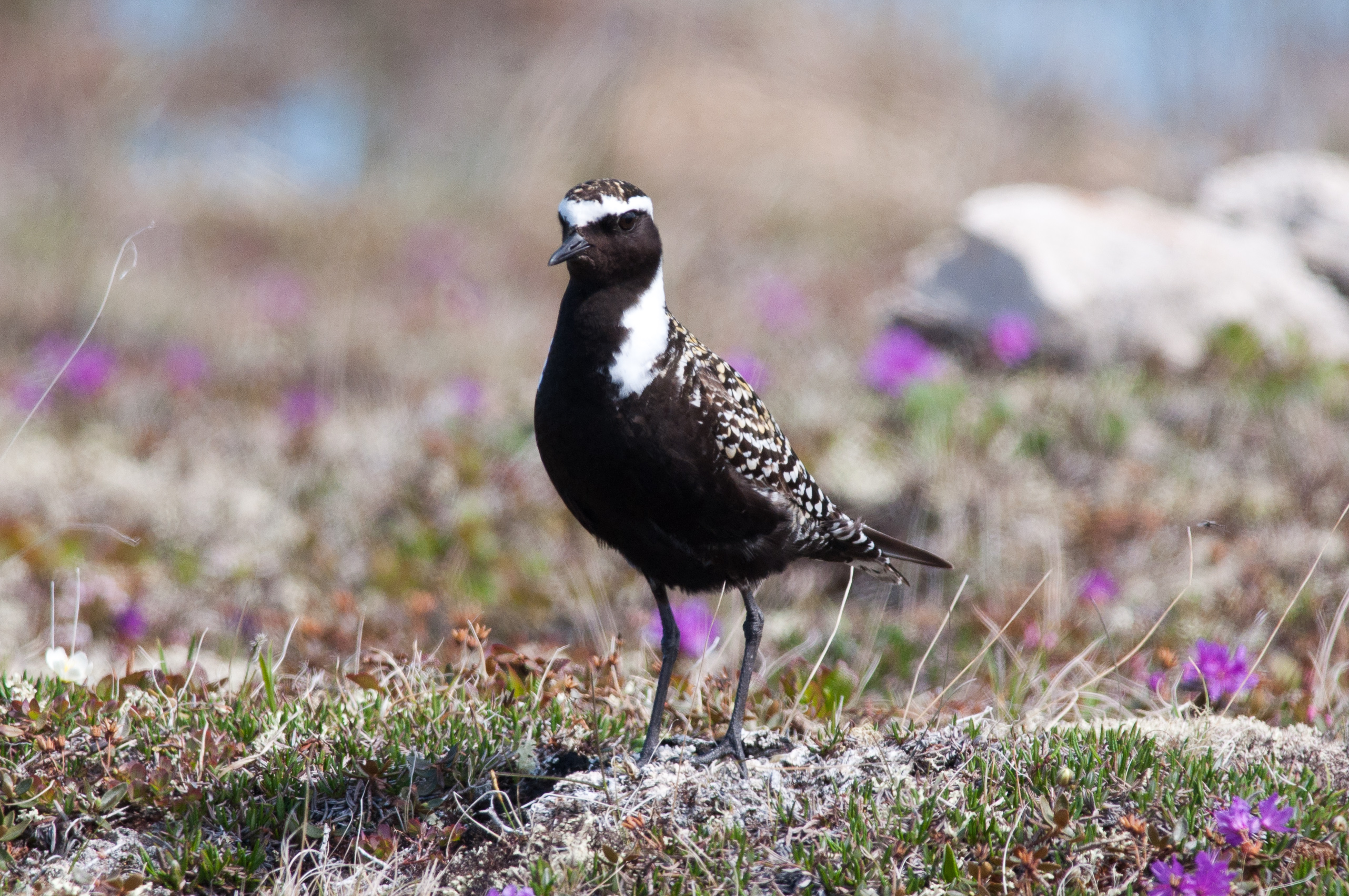
Le Pluvier bronzé se reproduit dans la toundra de l'Alaska et du Canada, ici au Manitoba.

Le Pluvier bronzé niche dans les régions arctique et subarctique depuis l'ouest de l'Alaska jusqu'à l'est du Canada. Son aire de reproduction comprend des zones reculées et mal connues, ce qui rend difficile une cartographie exhaustive. Il niche dans la toundra sèche et pierreuse, assez en altitude. Bien qu'il niche à proximité du Pluvier fauve, ce dernier préfère souvent des habitats plus bas et humides, avec moins de pierres,.
Au Canada, il est répandu du Manitoba à la Colombie-Britannique, en passant par le Nunavut, les Territoires du Nord-Ouest et le Yukon. Il existerait des populations isolées au cap Henrietta dans la baie d'Hudson. Il est l'un des principaux limicoles nichant sur l'île Bylot, une île montagneuse et glacée avec des rivières fluvioglaciaires abondantes.
En Alaska, on le trouve dans la péninsule de Seward, dans la baie de Norton Sound, le long des cours d'eau Pikmiktalik, Andreafsky et Nushagak, au cap Romanzof près de Hooper Bay et sur l'île Nelson. Il est probablement présent sur l'île Nunivak.
Des observations dans la péninsule Tchouktche, datant de la fin du XIXe siècle et du début du XXe siècle, n'ont pas été vérifiées. D'autres observations non confirmées ont été rapportées sur les îles Wrangel et Herald.

### Aires d'hivernage

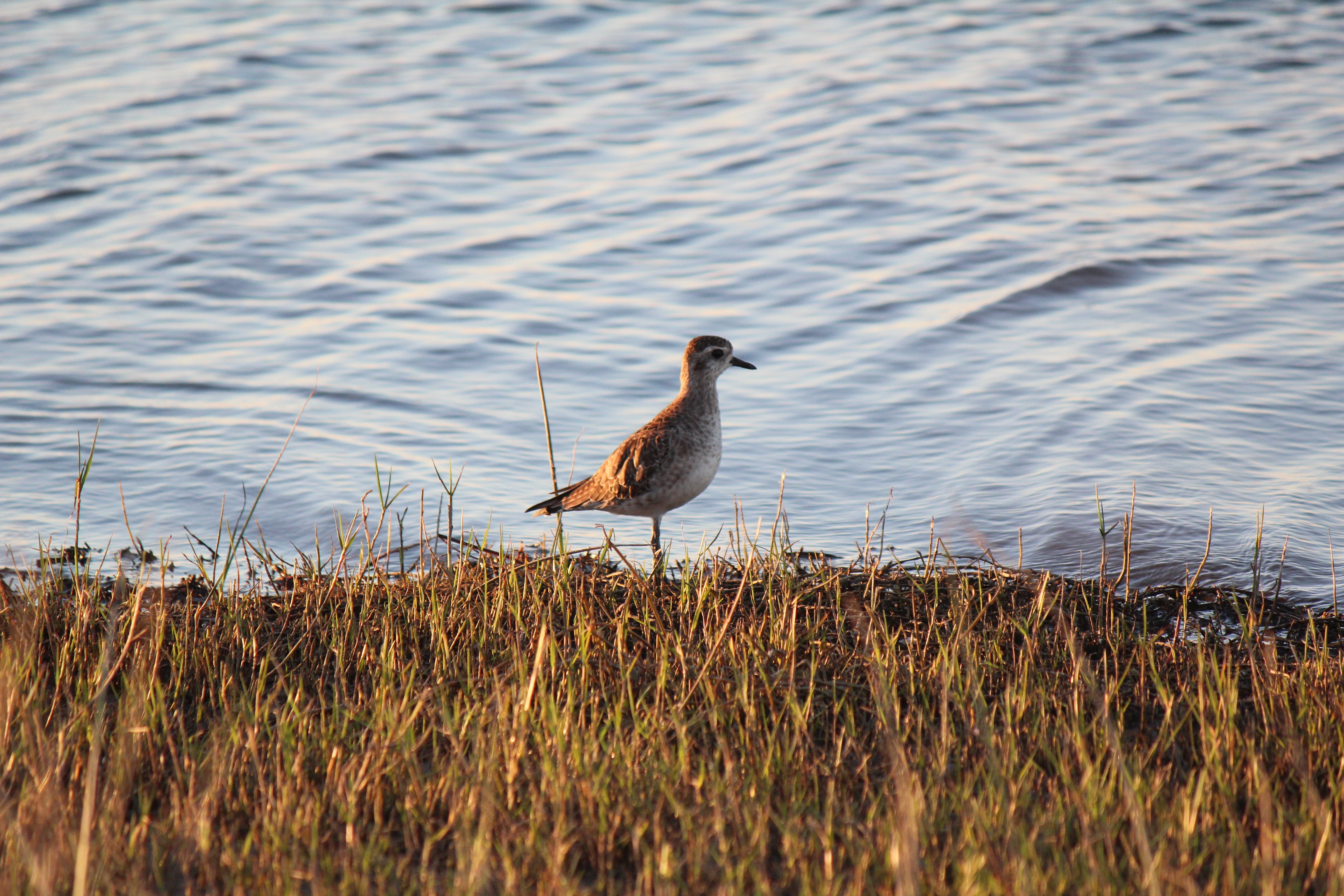
Il hiverne en Amérique du Sud, dans les prairies et les zones humides, comme ici à la Rocha, dans le sud-est de l'Uruguay.

Le Pluvier bronzé hiverne principalement dans la pampa d'Amérique du sud : en Argentine (dans les provinces de Córdoba, Mendoza et Buenos Aires), en Uruguay, au Paraguay et au sud du Brésil notamment dans le Rio Grande do Sul. Les départs en migration ont lieu principalement en août, mais les oiseaux n'ayant pas mené leur reproduction à terme partent plus tôt, dès juin ou juillet. Les arrivées en Amérique du Sud s'échelonnent de fin août à novembre,. Le Pluvier bronzé emprunte principalement trois voies migratoires en Amérique du Sud : le Brésil central, l'Amazonie centrale ou Pantanal, et l'Amazonie de l'ouest.
Son habitat hivernal est varié : il peut vivre sur des côtes, des lagons, des bancs de sable, des zones humides dans les terres comme des marais d'eau douce ou des berges de réservoirs, des zones agricoles dont des rizières et des champs labourés, mais il affectionne particulièrement les grandes prairies pâturées,,. La Pampa argentine, région importante de production de bétail, est constituée de grandes prairies rases entretenues par le pâturage des vaches et des moutons. Cet habitat est très propice à l'espèce,. La déforestation en Amazonie produit aussi des habitats ouverts appréciés du Pluvier bronzé,.
La fidélité au site d'hivernage est inconnue. Certains individus migrent parfois jusqu'en Patagonie. D'autres sont observés occasionnellement au Chili, sur la côte Atlantique des États-Unis et en Amérique centrale — golfe du Mexique ou Caraïbes. Il s'agit probablement de migrateurs en avance ou en retard par rapport au reste du groupe, ou bien de Pluviers fauves confondus avec des Pluviers bronzés,.

## Comportement
En période hivernale, le Pluvier bronzé peut vivre à proximité d'autres espèces, notamment le Pluvier argenté (Pluvialis squatarola), le Tournepierre à collier (Arenaria interpres) et le Courlis corlieu (Numenus phaeopus). Les individus erratiques qui hivernent en Europe peuvent se joindre à des groupes de Pluviers dorés (Pluvialis apricaria), mais ils sont souvent plus faciles à approcher que ces derniers.
Il est en revanche territorial en période de reproduction et réagit fortement à la présence de prédateurs près du nid par des cris d'alarme et des comportements qui tentent de repousser le danger à l'écart de la couvée. Les parents s'éloignent généralement du nid, ce qui permet aux naturalistes d'y accéder plus facilement que d'autres espèces de limicoles, facilitant le recueil de données de distribution et d'effectifs,. Mâles et femelles effectuent des battements d'ailes et des cris typiques qui servent à montrer aux autres membres du groupes qu'il y a un danger. Ils attaquent rarement les prédateurs, seulement les Labbes parasites (Stercorarius parasiticus) et les Labbes à longue queue (Stercorarius longicaudus).

### Alimentation

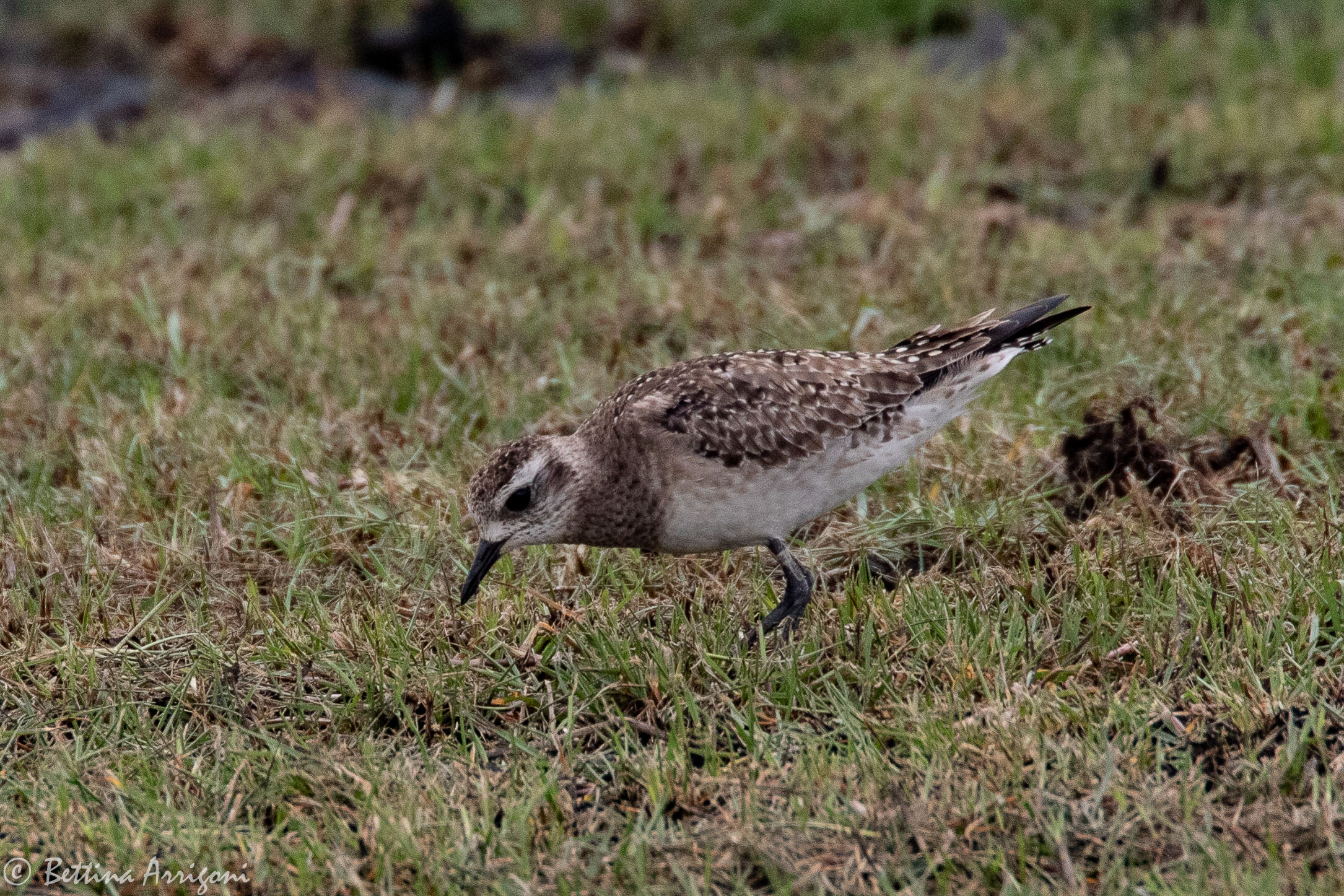
Un Pluvier bronzé à la recherche de nourriture.

Son régime alimentaire se compose d'arthropodes toute l'année,. Il chasse en effectuant des petites courses puis en s'arrêtant pour attraper ses proies. Son bec, dépourvu de terminaisons nerveuses, lui permet d'attraper les proies avec force. Les muscles de son cou et de sa mâchoire augmentent encore sa force lors de la chasse.
Sur son aire de reproduction, il mange des escargots, des insectes, des larves, des crustacés, des baies — Camarine noire (Empetrum nigrum), Canneberge à gros fruits (Vaccinium macrocarpon), Plaquebière (Rubus chamaemorus) — et des graines. Les femelles s'éloignent plus du nid que les mâles, qui y reviennent plus fréquemment. Hors de la période de reproduction, sur ses aires d'hivernage, son régime se compose de vers de terre, d'insectes et de larves, de baies, de graines, de poissons et de crustacés. Dans la baie de Samborombón, en Argentine, il mange notamment des petits crabes juvéniles de l'espèce Leptuca uruguayensis (en), en une seule bouchée, contrairement au Pluvier argenté qui mange les femelles plutôt que les juvéniles,.

### Reproduction

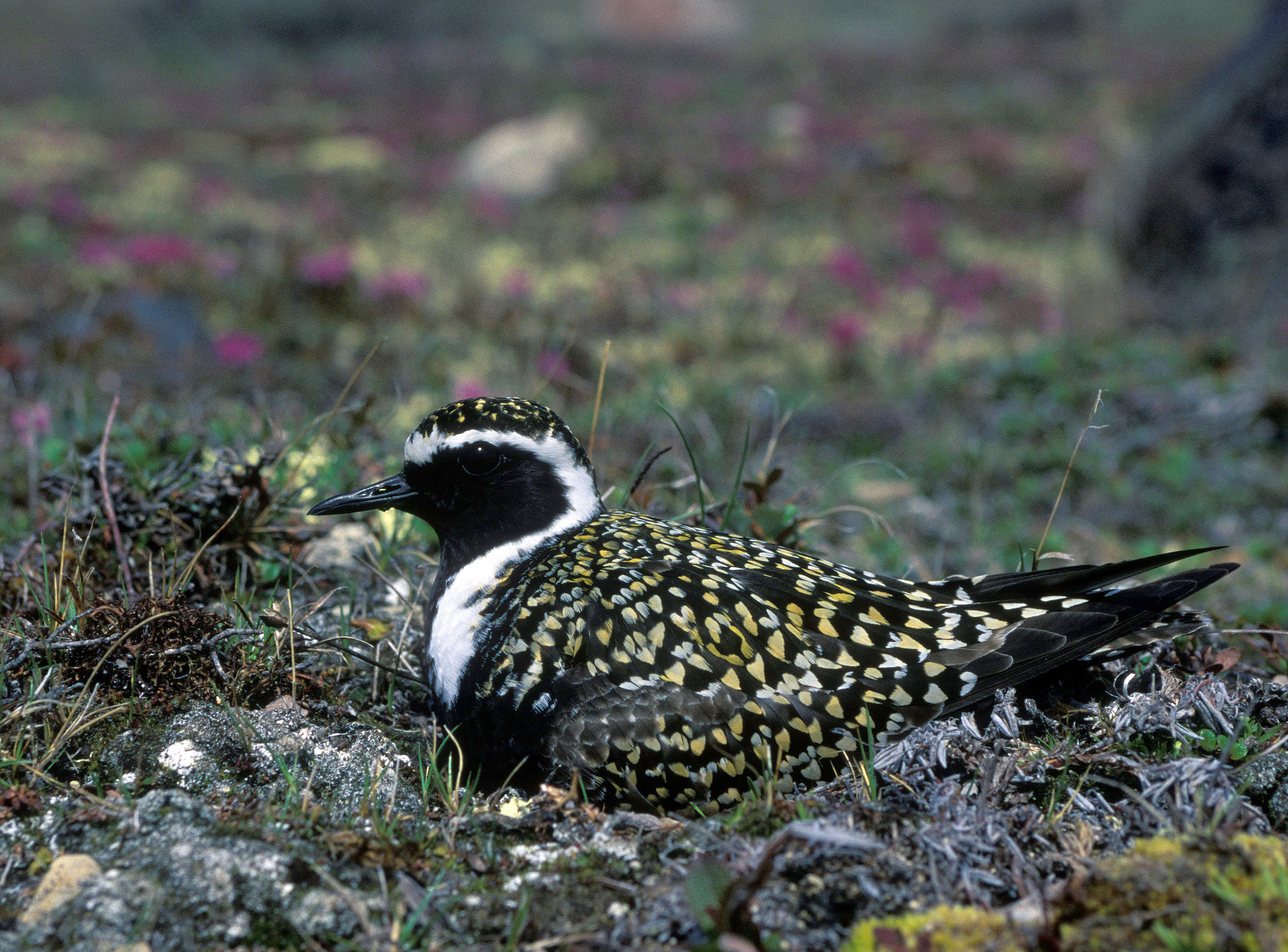
Un Pluvier bronzé couvant. Son plumage lui permet de se camoufler dans la toundra.

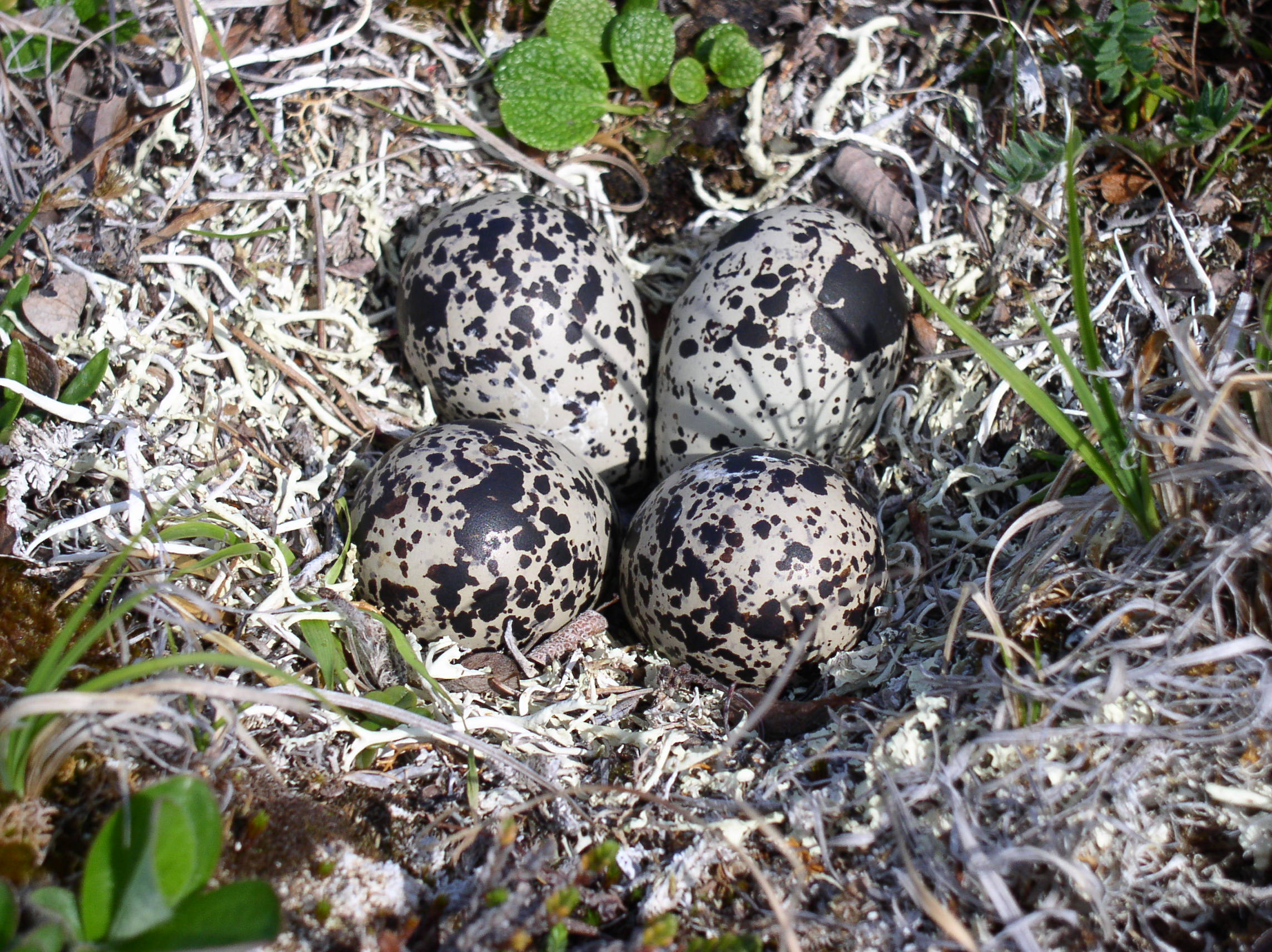
Œufs de Pluvier bronzé dans un nid.

Le Pluvier bronzé se reproduit principalement dans la toundra arctique et subarctique, voire en montagne. Il préfère les zones plutôt en altitude, sèches, avec une végétation rare, par exemple des pentes rocheuses. Les mâles arrivent plus tôt que les femelles sur le site de nidification, auquel ils restent fidèles d'année en année. L'arrivée a lieu alors qu'il reste encore de la neige, mais la fonte est un facteur déclencheur du début de la reproduction,.
À partir du mois d'avril, le mâle entame sa parade nuptiale. Il pousse des chants trillés et pourchasse les femelles, en finissant par en isoler une dont il éloigne tous les autres mâles avec des comportements agressifs. Les couples sont monogames et l'âge à la première reproduction est d'environ un an, dès le premier retour sur l'aire de reproduction. L'espèce est territoriale et les mâles défendent leur nid, parfois en se battant entre eux.
Le nid est une petite cuvette creusée au sol, dans des zones où les parents peuvent trouver des proies et se camoufler. Lorsqu'ils couvent, il se tassent au sol en dissimulant les plumes blanches de leur croupion pour se fondre dans la végétation environnante. Le mâle et la femelle participent de manière égale à la couvaison, les mâles couvant pendant le jour et les femelles pendant la nuit. La couvée comporte généralement quatre œufs pondus en juin,. L'incubation dure entre 26 et 27 jours, puis les jeunes prennent leur envol au bout de 22 à 33 jours. Les petits ont un plumage tacheté de jaune, vert et noir pour se dissimuler dans la végétation. Les premiers poussins qui éclosent sont statistiquement ceux qui survivent le mieux, probablement car ils ont plus de temps pour se développer avant leur migration. Il semble que les mâles passent plus de temps à s'occuper des petits que les femelles.
La durée d'une génération est d'environ 5,44 ans et l'âge maximum connu est de 26 ans.

## Effectifs, menaces et protection

### Arrivée des Européens et chasse intensive auXIXesiècle

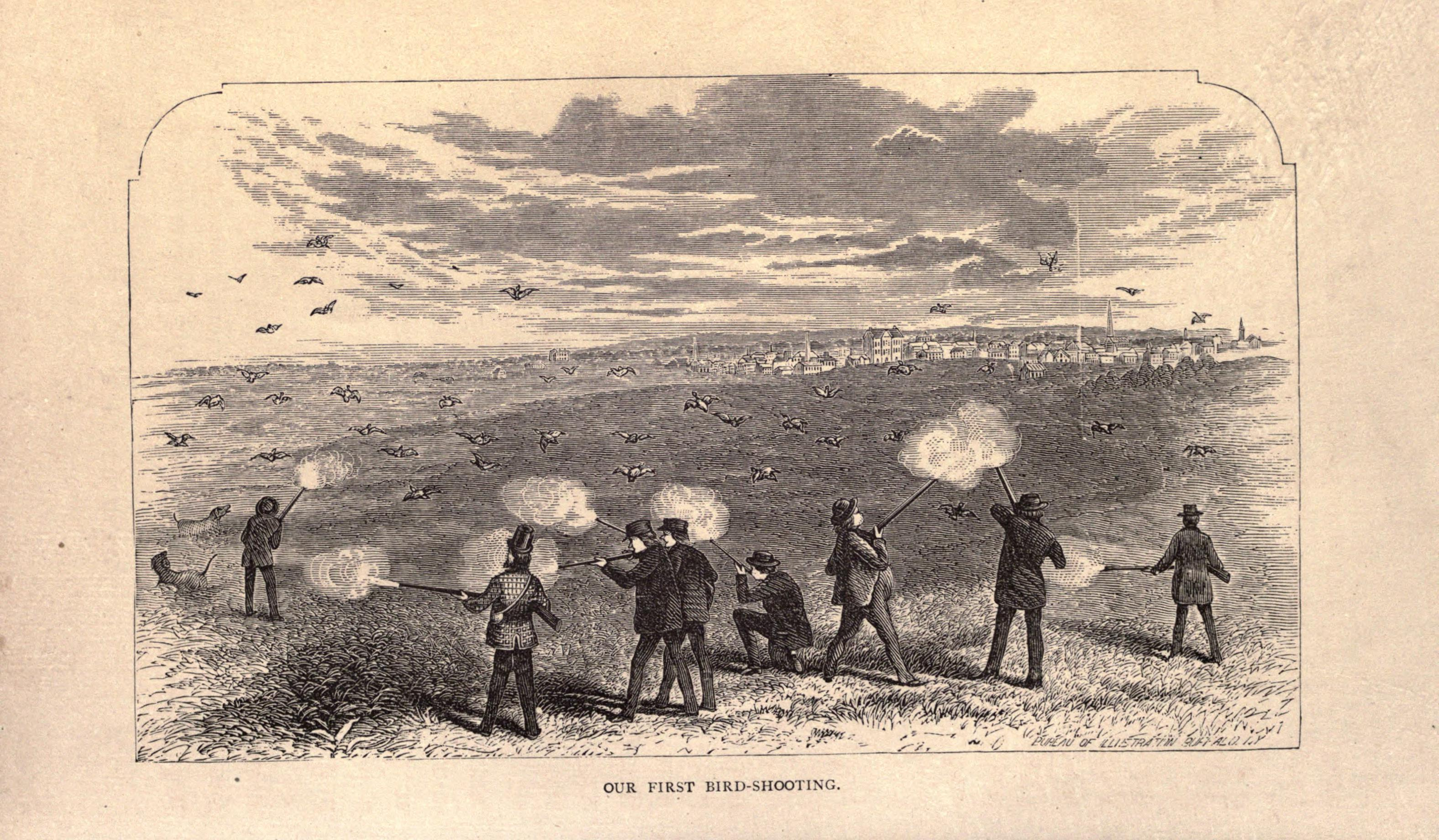
Représentation d'une chasse aux oiseaux en 1872.

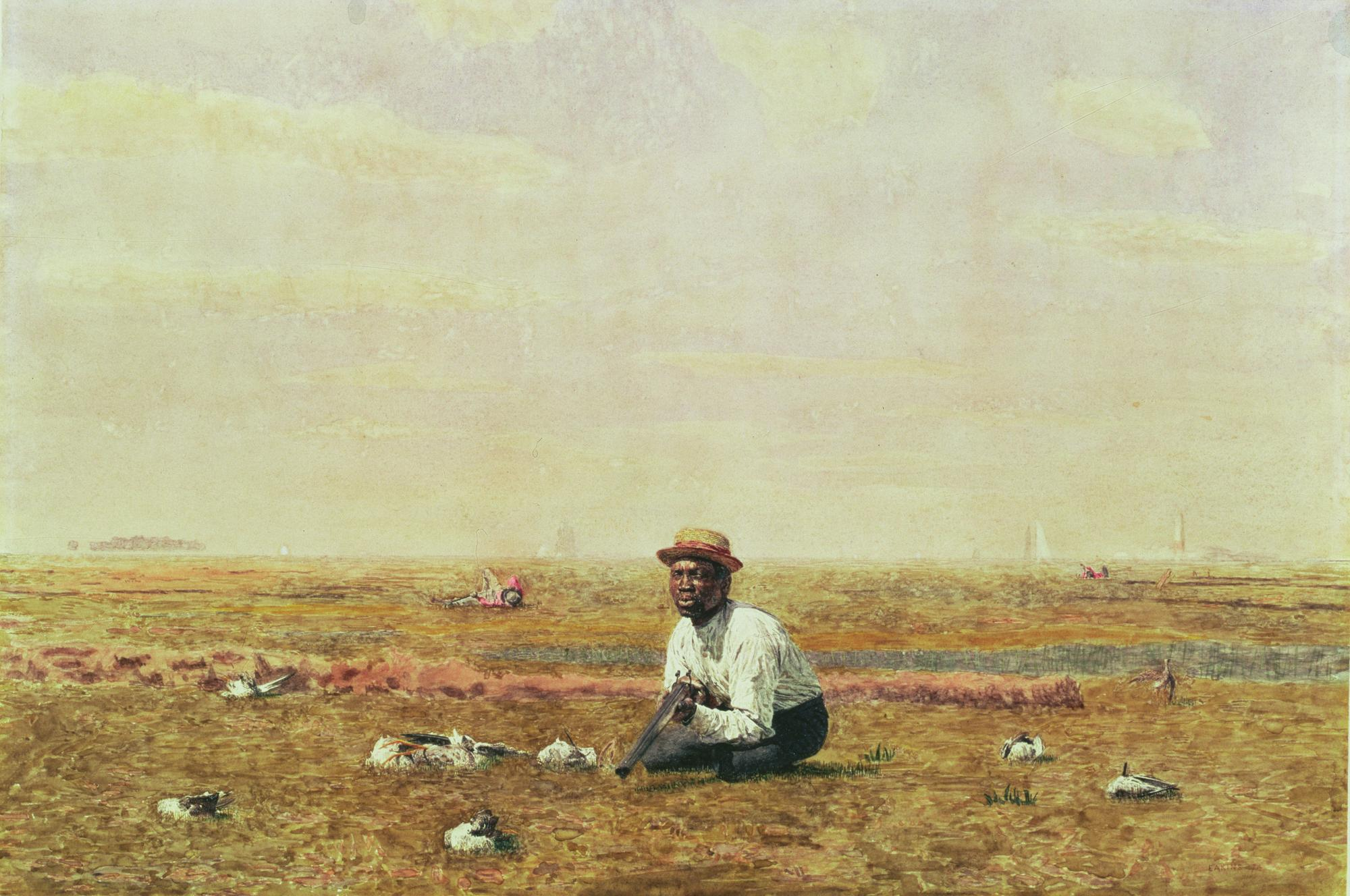
Thomas Eakins, Whistling for Plovers (Sifflant pour les Pluviers), 1874.

Avant l'arrivée des Européens en Amérique, il est probable que les Pluviers bronzés hivernaient dans des prairies créées par des feux ou des inondations, et étaient plus dépendants d'autres types d'habitats comme les côtes et les zones humides. L'introduction de bétail par les Européens a pu permettre la création de grands espaces pâturés favorables à l'espèce, comme c'est le cas encore aujourd'hui.
L'espèce a connu un déclin très important au XIXe siècle et au début du XXe siècle à cause de la chasse sportive et commerciale intensive,. C'est alors une cible très appréciée des chasseurs du fait de son abondance lors de la migration vers le nord, quand de grands groupes survolent les terres. Les premiers témoignages de chasse datent des années 1770, puis augmentent au XIXe siècle. En 1821, 48 000 individus auraient été tués en une seule journée près de La Nouvelle-Orléans. L'espèce a commencé à se remettre de ce massacre grâce à l'adoption du Migratory Bird Treaty Act en 1918, une loi fédérale interdisant la possession ou la chasse de nombreuses espèces d'oiseaux migrateurs,,. En l'absence de données sur le nombre d'individus autour de 1900, on ne peut pas dire si les effectifs actuels y sont équivalents. Il est probable que l'espèce n'ait pas retrouvé aujourd'hui la population qu'elle atteignait par le passé, notamment à cause de la destruction de son habitat hivernal.

### Effectifs actuels
En juillet 2024, l'Union internationale pour la conservation de la nature (UICN) estime la population mondiale de Pluviers bronzés entre 1 000 000 et 6 000 000 d'individus, d'après les données du Programme de surveillance régionale et internationale des oiseaux de rivage (PRISM). La population estimée au Canada est de 3 310 745 individus, ainsi qu'environ 300 000 en Alaska, mais cette estimation ne tient compte que de 60 % de l'aire de reproduction, d'où l'extrapolation à 6 000 000 d'oiseaux au total. On estime que 61 % de la population se reproduit au Canada et 27 % en Alaska. Les effectifs totaux étaient estimés entre 150 000 et 200 000 au début des années 2000 et autour de 500 000 individus en 2012, mais le PRISM a permis une évaluation plus exhaustive.
Dans son aire de reproduction, des données de 1966 à 2021 estiment un déclin démographique de 36 %, mais d'autres données de 2014 à 2021 suggèrent une augmentation de 16 % sur les trois dernières générations. En migration et sur les aires d'hivernage, les estimations sont plus difficiles à cause de la mobilité de l'espèce, qui change fréquemment de région et échappe aux relevés naturalistes. L'espèce est considérée comme en déclin léger par l'UICN et est classée en préoccupation mineure,.

### Menaces
En l'absence de données suffisantes sur la connectivité migratoire et l'utilisation de l'espace hors de la période de reproduction, on ne connait pas précisément la vulnérabilité du Pluvier bronzé aux changements globaux. Il pourrait néanmoins être vulnérable au dérèglement climatique qui affecte son succès reproducteur, mais ce n'est pas considéré comme le principal facteur de déclin de l'espèce,. Il est victime de la chasse dans les Caraïbes et certaines régions d'Amérique du Sud.

#### Perte de son habitat au profit de l'agriculture
La transformation de prairies en zones agricoles entraîne une diminution des habitats propices à ses haltes migratoires, se traduisant par une mortalité importante. Dès 1927, un article prévoyait que l'espèce serait impactée par l'expansion agricole dans la pampa et se restreindrait aux côtes, une hypothèse qui s'est révélée juste lors d'une étude menée en 1992-1993. Bien que certains individus hivernent dans des zones agricoles, celles-ci sont moins adaptées que les prairies. Un impact négatif des produits phytosanitaires est suspecté.

#### Menaces naturelles

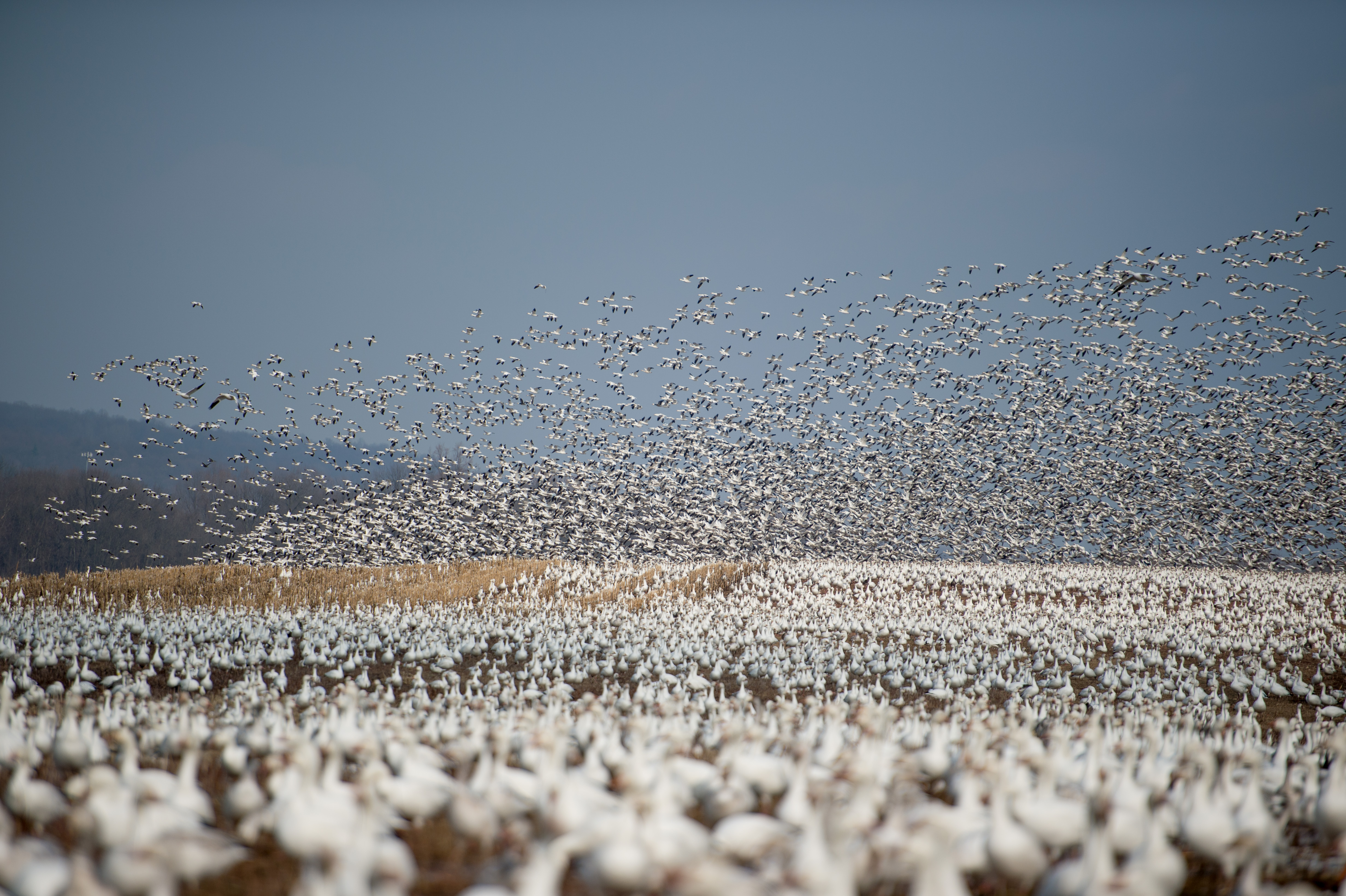
La surabondance des Oies de l'Arctique dans les zones de reproduction favorise la dégradation de la toundra et attire les prédateurs, comme les Renards polaires.

La surabondance des Oies des neiges (Anser caerulescens) dans la zone de reproduction affecte négativement le Pluvier bronzé : elles dégradent la toundra et entraînent une augmentation du nombre de prédateurs, principalement les Renards polaires (Vulpes lagopus), qui sont la première cause de perte des couvées. Avec la surabondance des Oies, les zones sans prédateurs deviennent plus rares et les risques de prédation des nids plus importants. Les limicoles nicheurs comme le Pluvier bronzé semblent éviter de nicher à proximité directe des colonies d'Oies.

### Surveillance et protection

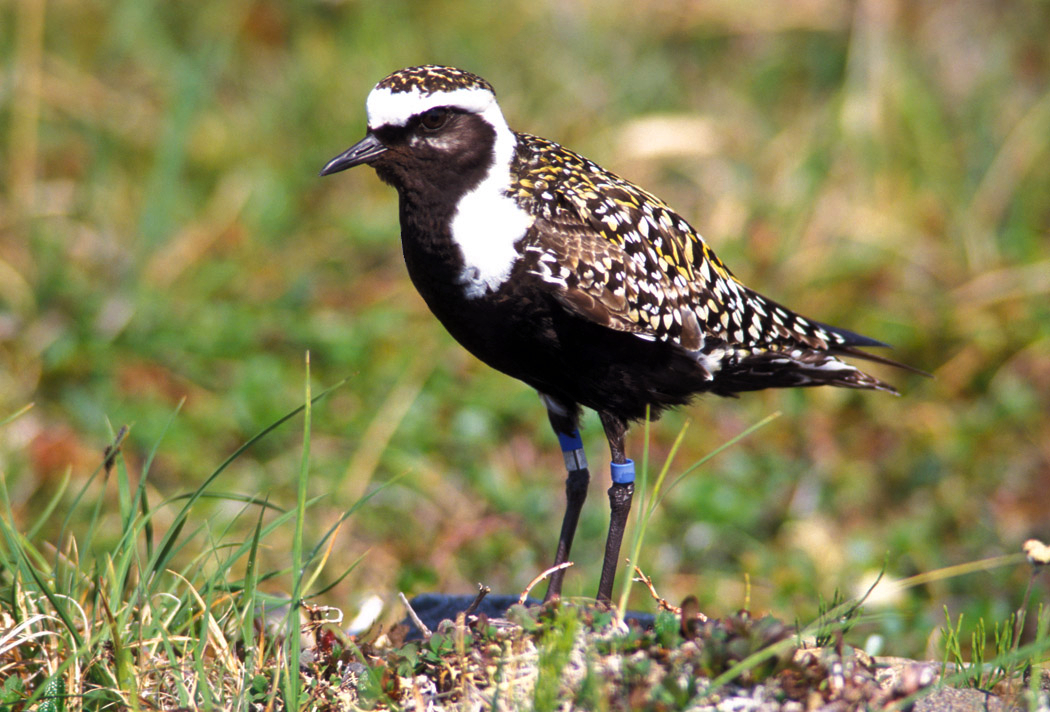
Un Pluvier bronzé bagué photographié au Refuge faunique national maritime d'Alaska.

Dans sa zone de reproduction, le Pluvier bronzé fait l'objet d'une surveillance par le PRISM. Il est considéré comme vulnérable au Canada, avec des variations selon les régions : il est classé « en péril » à Terre-Neuve, au Nouveau-Brunswick et en Ontario, « gravement en péril » en Alberta, et « vulnérable » dans les autres régions excepté le Saskatchewan où il est « en sécurité ». Il est répertorié sur la liste orange de l'organisation Partners in Flight, qui se concentre sur la protection des migrateurs néotropicaux.
En Uruguay, il fait l'objet — avec le Bécasseau roussâtre (Calidris subruficollis) — d'un programme de comptage et de baguage soutenu par l'organisation Aves Uruguay et l'université de la République. Il fait partie des espèces protégées recensées par le Sistema Nacional de Áreas Protegidas (es). En Argentine, il est considéré comme une espèce à surveiller. Il est répertorié dans la baie de Samborombón et la Mar Chiquita qui font partie de la liste des sites présentant la plus grande importance pour la protection des limicoles.
Il est quasi menacé en Guyane et en Guadeloupe et vulnérable en Martinique.

## Pluvier bronzé et philatélie
En philatélie, le Pluvier bronzé est représenté sur sept timbres par cinq administrations postales différentes : Antilles néerlandaises (2016, 2018 et 2020), Barbade (1981), Mayreau (2018), Micronésie (1985) et Sao Tomé-et-Principe (2015).